# Graeteriella gelyensis
Graeteriella gelyensis is een eenoogkreeftjessoort uit de familie van de Cyclopidae. De wetenschappelijke naam van de soort is voor het eerst geldig gepubliceerd in 1978 door Lescher-Moutoué.